# 미쓰마타촌 (시즈오카현)
미쓰마타촌(일본어: 三俣村)은 일본 시즈오카현 오가사군에 설치되었던 촌이다. 현재의 가케가와시에 해당한다.